# أرنولد هوبر
أرنولد هوبر (بالإيطالية: Arnold Huber)‏ هو متسابق على الجليد بمزلاجة إيطالي، ولد في 11 سبتمبر 1967 في برونيك في إيطاليا.

## وصلات خارجية
- أرنولد هوبر على موقع أوليمبيديا (الإنجليزية)